# Martin Wickramasinghe

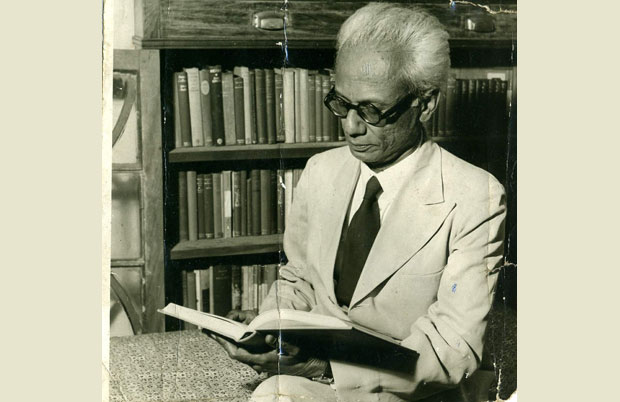
Martin Wickramasinghe

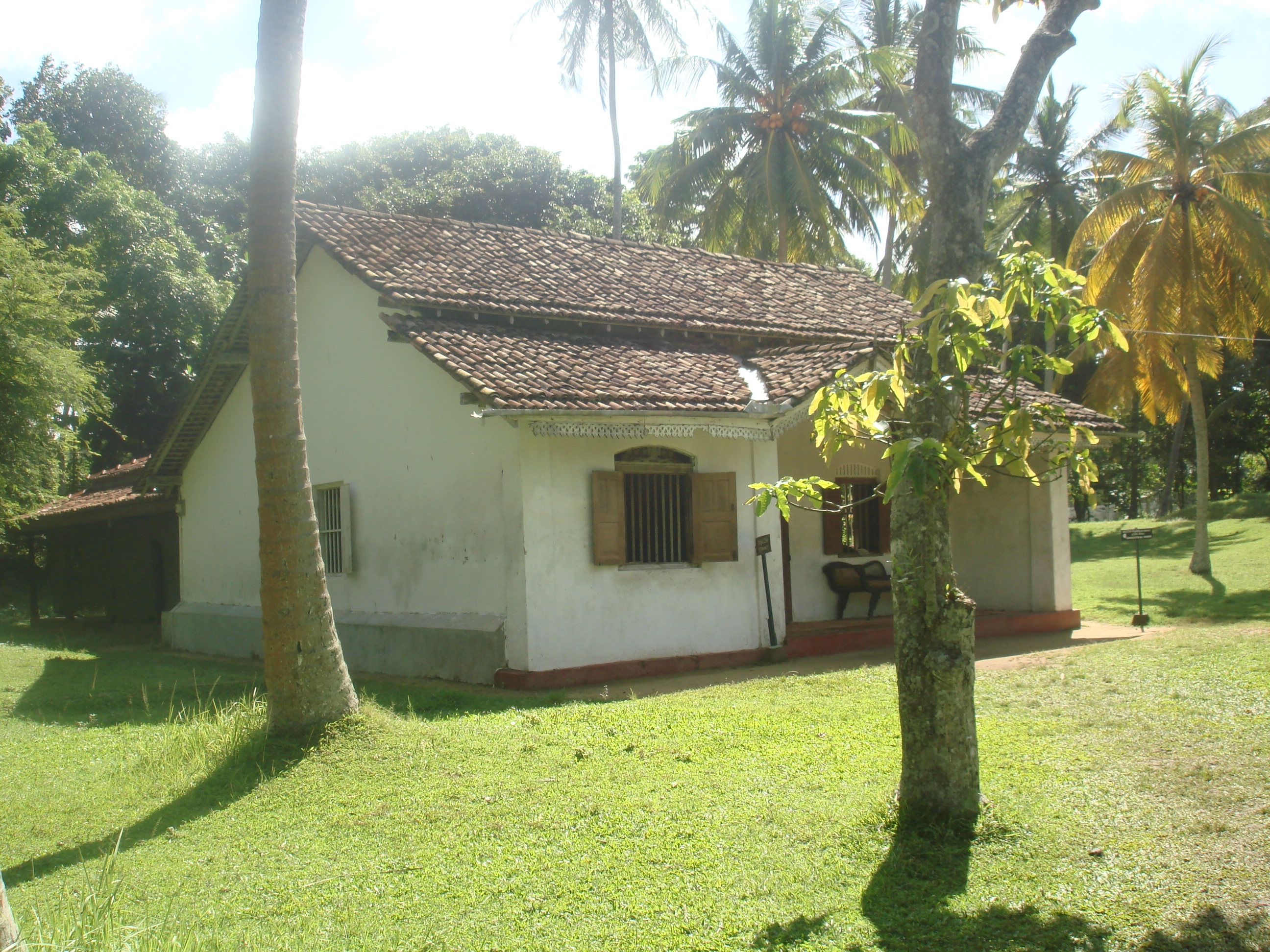
Geburtshaus von Wickramasinghe in Koggala, heute Folk Museum

Martin Wickramasinghe (singhalesisch Mārṭin Vikramasiṃha; * 29. Mai 1890 in Koggala, Sri Lanka; † 23. Juli 1976 in Bandarawela, Sri Lanka) war ein singhalesischer Schriftsteller und Literaturkritiker. Er gilt als der Begründer der modernen singhalesischen Prosa.

## Leben
Martin Wickramasinghe erlernte mit fünf Jahren das singhalesische Alphabet. Ab 1900 besuchte er die Buonavista School in Galle, musste diese jedoch bereits 1902 aufgrund finanzieller Probleme wieder verlassen, nachdem sein Vater im Vorjahr verstorben war. Von 1904 bis 1906 ging er an die Sinhala medium School in Ahangama. 1910 starb auch seine Mutter. 
Nach der Schule arbeitete Wickramasinghe unter anderem als Buchhalter in Colombo und Batticaloa. 1914 erschien sein erster Roman Leela. Später war er als Journalist tätig, so schrieb er mit Unterbrechungen zwischen 1916 und 1946 für die singhalesische Tageszeitung Dinamina. 1925 heiratete er und zog im Folgejahr nach Mount Lavinia. Er wurde Vater von sieben Kindern. 
1950 verkaufte Wickramasinghe sein Haus in Mount Lavinia und zog nach in Thimbirigasyaya, um seinen Kindern ein Studium zu ermöglichen. 1956 siedelte er nach Bandarawela um. In den folgenden drei Jahren unternahm er Reisen nach Indien, Russland und China. 1962 zog er nach Nawala. In den Folgejahren besuchte er Moskau, London und Havanna. 1976 starb er im Alter von 86 Jahren.
Wickramasinghe schrieb 14 Romane, außerdem Kurzgeschichten, Kinderbücher, Sachbücher und Essays. Fünf seiner Bücher wurden verfilmt, einige Werke in andere Sprachen übersetzt. Seine Veröffentlichungen behandeln Themen aus verschiedenen Bereichen wie Anthropologie, Biologie, Sozialwissenschaften, Buddhismus, Philosophie und Kunst. Häufig haben seine Werke Bezug zur Kultur Sri Lankas.
Das Haus in Koggala, in dem Martin Wickramasinghe geboren wurde und mit seinen Eltern und Schwestern aufwuchs, wurde während des Zweiten Weltkriegs von der Royal Air Force übernommen. Seit 1981 ist es ein vom Martin Wickramasinghe Trust geführtes Volkskundemuseum.

## Auszeichnungen (Auswahl)
- 1953: Mitglied (Member) des Order of the British Empire (MBE)
- 1960: Ehrendoktor (Honorary Ph.D) der Vidyodaya University
- 1963: Doctor of Letters der University of Peradeniya
- 1964: Doctor of Letters der Vidyalankara University
- 1970: Doctor of Letters der University of Colombo

## Werke (Auswahl)
- Gamperaliya. 1944, Kaliyugaya. 1947 und Yuganthaya. 1949. Ins Englische übersetzt als Uprooted. The trilogy novel in three parts. Sarasa, Rajagiriya 2009, ISBN 978-955-8415-97-9.
- Madol Doova. 1947. Ins Englische übersetzt als Martin Wickramasinghe’s Madol doova. Tisara Prakasakayo, Dehiwala 1976.
- Viragaya. 1956. Ins Englische übersetzt als The way of the lotus. Tisara Prakasakayo, Dehiwala 1985.